# Rudolf Steiner
Pour les articles homonymes, voir Steiner.
 (décembre 2016).
Si vous disposez d'ouvrages ou d'articles de référence ou si vous connaissez des sites web de qualité traitant du thème abordé ici, merci de compléter l'article en donnant les références utiles à sa vérifiabilité et en les liant à la section « Notes et références ».
Rudolf Steiner ([ˈʁuːdɔlf ˈʃtaɪ̯nɐ]), né le 27 février 1861 à Donji Kraljevec (Croatie, royaume de Hongrie) et mort le 30 mars 1925 à Dornach (Suisse), est un polygraphe et occultiste autrichien.
Principalement connu comme fondateur de l'anthroposophie, une doctrine spirituelle, il va dans un second temps proposer sur la base de cette doctrine, des applications dans le domaine de l'éducation, l'agriculture et de la médecine. Ces pratiques, qu'il développa dans les années 1920, sont considérées comme pseudo-scientifiques. Elles persistent de nos jours à travers plusieurs disciplines (agriculture biodynamique, médecine anthroposophique, écoles Steiner-Waldorf, danse Eurythmie).
Écrivain prolifique, il est l'auteur de plus de vingt ouvrages sur la philosophie, l'occultisme et la spiritualité, et a tenu plus de six mille conférences transcrites aujourd'hui dans plus de trois cents volumes à partir de notes sténographiées (en grande partie non relues par lui). Ses ouvrages principaux sont : 
- Une théorie de la connaissance chez Goethe[3] ;
- Vérité et Science[4] ;
- La Philosophie de la liberté[5] ou Les Énigmes de la philosophie[6].

Après des études écourtées à la Technische Hochschule de Vienne (université technique de formation des ingénieurs), il travaille à la Goethe und Schiller-Archiv de Weimar (Archives de Goethe et Schiller) comme responsable de l'édition des œuvres scientifiques de Goethe. Il est ensuite rédacteur en chef du Magazin für Literatur à Berlin.
Devenu membre de la Société théosophique, puis secrétaire général de la section allemande en 1902, il s'en sépare dix ans plus tard pour fonder la Société anthroposophique à laquelle il consacrera les quinze dernières années de sa vie. Durant ces dernières quinze années le centre de son activité se situera à Dornach, près de Bâle, en Suisse.
Il est notamment connu pour avoir été à la base de la pédagogie Steiner-Waldorf, un courant pédagogique fondé sur ses conceptions éducatives et anthroposophiques.

## Biographie
Rudolf Steiner naît de parents autrichiens à Nieder Kraliewitz en 1861 (aujourd'hui Kraljevec), à l'époque partie du royaume de Hongrie, aujourd'hui en Croatie. En 1869, sa famille s'installe à Neudörfl, aujourd'hui en Autriche. Il entre au collège moderne et technique (Realschule) de Wiener Neustadt en 1872 et trois ans plus tard commence à s'intéresser à la philosophie. En 1877, il étudie la pensée de Kant.
Après ses études secondaires, il continue à étudier la philosophie, en particulier Fichte. En octobre, il devient étudiant à l'École supérieure technique de Vienne et se lie avec son professeur de littérature, Karl Julius Schröer, philologue et grand connaisseur de l'œuvre de Goethe. Il suit également des cours de philosophie à l'université. En 1880 il fait la connaissance de Félix Kogutzki (1833-1909), le cueilleur de « simples » (herbes médicinales ou aromatiques) qui l'initie à l'occultisme traditionnel et lui aurait fait rencontrer un « maître spirituel » éminent,.
En 1882, Schröer recommande Steiner à Josef Kürschner, en tant qu'éditeur de l'œuvre scientifique de Goethe. La famille Steiner s'installe à Inzersdorf am Wienerberge, dans les environs de Vienne. En 1883, il achève le premier volume pour Josef Kürschner (parution en 1884). En octobre il met fin à ses études supérieures car il s'intéresse davantage à la philosophie.
En 1884, il devient le précepteur des enfants des époux Specht, et se consacre au jeune Otto, qui est hydrocéphale. Il entame une correspondance avec Edouard von Hartmann. En 1886 il fréquente le salon de la poétesse Marie Eugenie Delle Grazie (de) et les théologiens de son entourage. Il accepte de collaborer à l'édition des œuvres scientifiques de Goethe dans la grande édition de Weimar, celle dite « de la grande-duchesse Sophie ». Il étudie les archives de Goethe et de Schiller et fait paraître en 1886 son ouvrage Fondements d'une épistémologie de la conception goethéenne du monde compte particulièrement tenu de Schiller,,.
En 1888, de janvier à juillet, Steiner participe à la rédaction de l'hebdomadaire allemand Deutsche Wochenschrift. Cette année-là, il est initié à la littérature théosophique par sa rencontre avec Marie Lang, son mari, ainsi que Frederick Eckstein (en) et Franz Hartmann. Le 9 novembre 1888 il donne une conférence : « Goethe, père d'une esthétique nouvelle ». L'année suivante il lit Nietzsche. Son travail aux archives, à partir de 1890, élargit le cercle de ses connaissances, dont Ernst Haeckel, Hermann Grimm, Otto Erich Hartleben, etc. En 1891, il soutient sa thèse de doctorat en philosophie à l'université de Rostock : « La Question fondamentale de la théorie de la connaissance, compte particulièrement tenu de la Doctrine de la Science de Fichte ». Elle est publiée en 1892, complétée d'un chapitre, sous le nom Vérité et science.
À partir de 1892, à 31 ans, il loge chez la veuve Anna Eunike et l'aide dans l'éducation de ses cinq enfants. En 1894, il publie La Philosophie de la liberté, GA 4. Alors qu'il continue son étude de Friedrich Nietzsche, Steiner rencontre la sœur de celui-ci, Elisabeth Förster, en 1894 et entre en relations avec les Archives Nietzsche à Naumburg. L'année suivante il publie Nietzsche, un homme en lutte contre son temps, GA 5. En 1896 il prépare, pour la maison d'éditions Cotta, l'édition des œuvres d'Arthur Schopenhauer et de Jean Paul, et termine son travail pour Kürschner. En 1897 est publié Goethe et sa conception du Monde, GA 6. Il s'installe à Berlin, chez la famille Eunike. Il est alors corédacteur, avec Otto Erich Hartleben, du Magazin für Litteratur. Il met en scène la pièce de Maurice Maeterlinck : L'Intruse, et donne aussi des conférences à l'association scientifique « Giordano Bruno » et à celles des jeunes chercheurs et écrivains « Die Kommenden ». En 1898, il donne un cycle de conférences sur « Les Grands courants de la littérature allemande de 1848 à nos jours », à la Société littéraire indépendante.
À partir de 1899, Steiner commence à enseigner l'histoire, les sciences et la technique de l'expression orale, à l'Université Populaire de Berlin fondée par Wilhelm Liebknecht. Il publie un article dans le Magazin für Litteratur : « La Révélation secrète de Goethe ». Il épouse civilement Anna Eunike. Il publie aussi son texte L'Égoïsme en philosophie. En 1900-1901 paraît Visions du monde et de la vie au dix-neuvième siècle, repris en 1914 dans une édition élargie intitulée Les Énigmes de la philosophie, constituant une histoire de la philosophie occidentale.

### Développement de l'anthroposophie

#### Théosophie

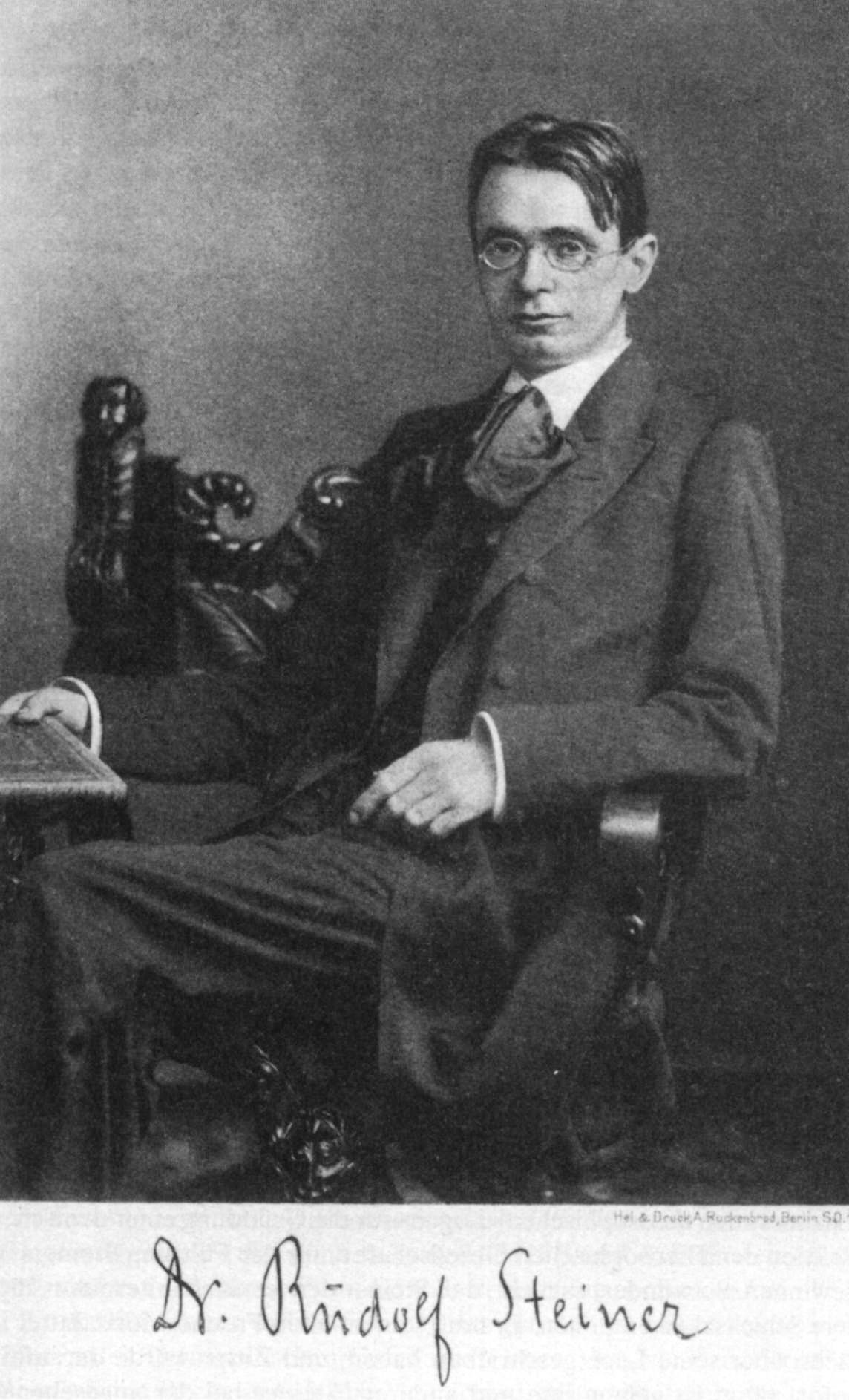
Rudolf Steiner en 1900.

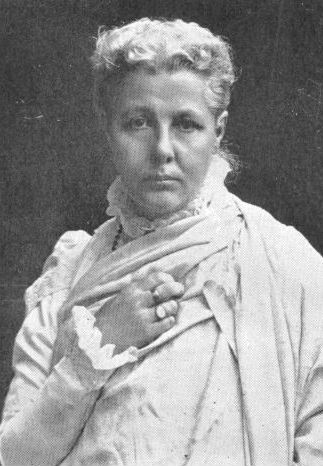
Annie Besant en 1897.

En 1900, à la demande du comte Brockdorff, Steiner donne une conférence sur Nietzsche à la Bibliothèque Théosophique. Une semaine plus tard il donne au même endroit une conférence sur Goethe, à caractère ésotérique cette fois. Durant l'hiver, c'est une conférence sur Gustav Theodor Fechner, à laquelle assiste Marie de Sivers. Il cesse alors ses activités à la rédaction du Magazin für Litteratur. L'année suivante, il donne deux cycles de conférences chez les théosophes : le premier portant sur la Mystique auquel assiste Marie de Sivers ; le second cycle a lieu chez les théosophes de Berlin : Le Christianisme, fait mystique.
En janvier 1902, il devient membre de la Société théosophique et secrétaire général pour l'Allemagne. En juillet, à Londres, il rencontre les responsables de la Société théosophique, dont sa présidente Annie Besant. En octobre, il participe à la fondation de la Section allemande de la Société théosophique, dont il devient le secrétaire général. Marie de Sivers devient sa collaboratrice.
En 1903, c'est la première parution de la revue Luzifer, qui s'appelle à partir de 1904, Lucifer-Gnosis. À partir de 1904 son activité de conférencier prend de l'ampleur, notamment en dehors de Berlin. Il publie le petit livre Théosophie et écrit des articles pour la revue Lucifer-Gnosis sur la « Chronique de l'Akasha ».
Steiner fréquente Kafka et le peintre Kandinsky, et publie le Drame d'Édouard Schuré Les Enfants de Lucifer dans Lucifer-Gnosis. Steiner se sépare de sa première épouse, Anna Eunike, et vit avec Marie von Sivers. Annie Besant le nomme responsable de l'École ésotérique de la Section allemande. En 1905 il cesse d'enseigner à l'université populaire de Berlin (École de formation ouvrière). Il donne de nombreuses conférences à Berlin. C'est un an après la création du Cercle intérieur de l'École ésotérique, en 1905, que le rite Yarker le sollicite. Il rattache le germe nouveau au fait existant dans le respect de la tradition historique[réf. nécessaire]. Rudolf Steiner est donc sollicité par l'obédience maçonnique de l'ordre Memphis-Misraïm, sous l'égide de John Yarker, qui avait succédé à Garibaldi. Ce dernier avait réuni les deux Ordres, séparés jusque-là, Memphis et Misraïm. Steiner œuvre avec Marie von Sivers, durant une décennie, à restaurer le cérémonial cultuel et symbolique basé sur la tradition de la sagesse ancienne.
En 1906, Steiner reçoit de Theodor Reuss, qui représente Yarker en Allemagne, une patente pour fonder à Berlin un chapitre et grand conseil de Memphis-Misraïm, sous le titre distinctif de « Mystica Aeterna ». Steiner est appointé député grand maître, avec juridiction sur les membres qu'il avait reçus ou qu'il recevrait dans le futur[réf. incomplète]. Il entre assez vite en conflit avec Reuss et reprend son indépendance. Puis, à partir des éléments initiatiques qu'il avait rassemblés, il fonde son propre Rite : la « Franc-maçonnerie ésotérique », à laquelle Édouard Schuré aurait probablement été initié[réf. nécessaire]. Ce rite se servait d'un rituel fort ancien, dont le texte se trouve partiellement dans l'ouvrage Dogme et Rituel de Haute Magie d'Éliphas Lévi. Dans son autobiographie, Steiner minimise les rapports qu'il a eus avec la maçonnerie et Reuss (qui était un ancien membre de la Société théosophique) en particulier, Yarker n'aurait fait que présenter un cadre à Steiner pour son propre enseignement : « Un bon nombre de participants, il est vrai parlèrent de notre institution comme s'il s'agissait d'un ordre… Il est vrai que nous avions Marie de Sivers et moi, signé des documents concernant nos rapports avec cette institution Yarker. D'aucuns s'en sont servis pour répandre sur notre compte des calomnies de toutes sortes. En fait, on avait attaché une grande importance à une affaire insignifiante. Nos signatures avaient été apposées au bas de certaines « formules ». Nous avions respecté les coutumes. Alors que nous signions, j'avais encore clairement insisté et dit : tout cela n'est que formalité et l'institution que je vais instaurer n'empruntera rien au courant Yarker… Mais j'aimerais faire remarquer en toute modestie qu'à cette époque je croyais encore à la droiture des gens à qui j'avais affaire » (Steiner, Autobiographie, tome II, p. 217-218). L'activité culturelle de l'école ésotérique s'y déroule, elle est ouverte à tous les Ordres ou Sociétés ésotériques. Nombreuses conférences à Berlin, Stuttgart, Cologne, Paris, Munich, Düsseldorf. À la fin de l'année, il voyage en Italie avec Marie von Sivers. Ils passent Noël et le Nouvel-An à Venise.
En 1907, Steiner multiplie les conférences, à Berlin, Karlsruhe, Leipzig, Munich, Cassel, Stuttgart, Vienne, Bâle, Nuremberg, Cologne. En mai le Congrès théosophique européen a lieu à Munich. On y représente la pièce Le Drame sacré d'Eleusis d'Édouard Schuré. Annie Besant et Rudolf Steiner constatent qu'ils ont des conceptions différentes de ce que devrait être l'ésotérisme. Fin mai, avec le 100e membre affilié à « Mystica Aeterna », Steiner devient le dirigeant du Rite de Memphis-Misraïm en Allemagne, des loges sont installées à Berlin, Cologne, Leipzig, Stuttgart et Munich. Il voyage en Italie durant quatre semaines au cours de l'été : deux semaines à Rome, puis Pise, Gênes, Milan, Lucerne, Berne et lors du retour, en septembre, sur l'invitation d'Édouard Schuré il séjourne quelques jours à Barr, en Alsace.
À noter que Steiner aurait également été initié dans l'ordre de la Rose-Croix ésotérique de Franz Hartmann, un autre théosophe et ami de Reuss, qui après l'affaire Judge, avait fondé une branche dissidente de la Société théosophique en Allemagne.
En 1908 Steiner continue ses conférences : Francfort, Heidelberg, Berlin, Munich, Hambourg, Cologne, Nuremberg, Stuttgart, Leipzig, et effectue un nouveau voyage en Italie par mer, sur l'Adriatique. Il visite Paestum et fait l'escalade du Vésuve.
En 1909 le drame de Schuré, Les Enfants de Lucifer, est joué au Congrès théosophique d'été de Munich. Au printemps, Steiner est invité à Rome par la princesse Del Drago. Il donne des conférences dans la Ville. Il séjourne au Palazzo del Drago dans les pièces où Winckelmann avait vécu et développé ses idées sur l'art, qui avaient très fortement intéressé Goethe. Il fait un nouveau séjour de deux semaines en Italie au printemps 1910. La même année paraît l'ouvrage La Science de l'occulte dans ses grandes lignes. C'est aussi la représentation du premier drame-mystère. Il donne de nombreuses conférences à Berlin, Strasbourg, Karlsruhe, Heidelberg, Pforzheim, Cassel, Düsseldorf, Cologne, Vienne, Stuttgart, Munich, Rome, Palerme, Hanovre, Hambourg, Oslo, Berne.
En mars 1911, alors qu'il donne un cycle de conférences à Prague, « La Physiologie occulte », le 17 mars meurt Anna Steiner-Eunike. Au printemps, il fait un séjour de trois mois au bord de l'Adriatique, et un autre de deux semaines en Autriche, pour le rétablissement de Marie von Sivers. Il donne une conférence à Bologne à l'occasion du Congrès international de philosophie. Marie von Sivers traduit le livre de Schuré Les Sanctuaires d'Orient. En septembre nouveau voyage en Italie, et conférences en Suisse et à Milan. À l'automne il entre en conflit avec Annie Besant, à cause de l'affaire Alcyone-Krishnamurti, qu'elle veut faire passer pour une réincarnation du Christ. Steiner poursuit ses conférences à Berlin, Stuttgart, Cologne, Coblence, Bâle, Munich, Copenhague, Lugano, Milan, Neuchâtel, Karlsruhe, Leipzig, Nuremberg, Hanovre.
En 1912 il fait un dernier voyage en Italie, visite Florence, Pérouse, Assise et donne deux conférences à Milan. Il donne ensuite des conférences à Hanovre, Berlin, Munich, Winterthour, Zurich, Cassel, Breslau, Vienne, Stuttgart, Helsingsfors, Stockholm, Düsseldorf, Copenhague, Norrköping, Cologne, Hambourg, Bâle, Milan, Neuchâtel, Saint-Gall, Berne. À l'automne 1912 ce sont les premiers pas de l'eurythmie, art du mouvement. Fin 1912 il se sépare de la Société théosophique et à Noël il fonde la Société anthroposophique.

#### Anthroposophie
L'anthroposophie se rattache en partie à la théosophie de Helena Blavatsky. On y retrouve des éléments empruntés au bouddhisme, à l'hindouisme, au christianisme. En particulier, de l'hindouisme et du bouddhisme, l'anthroposophie tire sa conception du karma et de la réincarnation ; du christianisme, l'idée du Christ en sauveur du monde. Il prône un nouvel accès au monde spirituel pour l'être humain moderne, à travers des exercices que Rudolf Steiner décrit dans son livre L'Initiation.
Pour les anthroposophes, la rationalité mathématique et la science moderne n’expliquent que la partie matérielle, « visible », du monde. Selon eux, des esprits et des forces surnaturelles agissent dans un monde invisible, imperceptible pour nos sens. L’anthroposophie serait « la science » qui perce, par la voie spirituelle, les mystères de ce monde occulte.
En 1913, les 2 et 3 février, a lieu la première assemblée générale de la Société anthroposophique. Steiner n'exerce aucune fonction administrative, seulement celle d'enseignant et de guide spirituel. Il n'en était même pas membre. La direction devait être assurée par un comité de trois personnes : Carl Unger, Michael Bauer et Marie von Sivers. La Société anthroposophique est exclue officiellement de la Société théosophique le 7 mars 1913, par décision venant d'Adyar. En mai Steiner voyage à Paris pour la fondation du Groupe Saint-Michel. Il visite Chartres, avec Édouard Schuré et Marie von Sivers. Le 20 septembre il pose la première pierre du futur Goetheanum, à Dornach. Il donne des conférences à Cologne, Berlin, Linz, Vienne, Tübingen, Stuttgart, Francfort, Munich, La Haye, Breslau, Düsseldorf, Londres, Paris, Strasbourg, Helsingsfors, Oslo, Bergen, Copenhague, Leipzig. La guerre va limiter les déplacements de Steiner à l'Allemagne, l'Autriche et la Suisse.
Le 1er avril 1914, lors de la fête de l'érection des sapins, la charpente du Goethéanum est construite. En août la guerre éclate. De Bayreuth, Steiner et Sivers rentrent rapidement à Dornach. Eliza von Moltke, membre de la société théosophique, fait venir Rudolf Steiner au chevet de son mari atteint dans sa santé, le général et chef de l'état-major allemand Helmuth Johannes Ludwig von Moltke le 27 août 1914 à Coblence, mais son action réelle est restée ignorée. Le 24 décembre, Steiner épouse Marie von Sivers. Il donne des conférences à Leipzig, Berlin, Stuttgart, Pforzheim, Munich, Vienne, Dornach, Paris, Bâle, Norrköping. Cette année-là l'école ésotérique, qui fonctionnait depuis 1904, est fermée.
En 1915, il donne des conférences à Berlin, Dornach, Vienne, Düsseldorf, Stuttgart et en 1916 à Berne, Liestal, Berlin, Leipzig, Stuttgart, Dornach, Zurich et Bâle. En 1916 il publie un livret très controversé : Pensées du temps de guerre, publié à Berlin, qui fait démissionner Édouard Schuré.
En 1917, ses activités sociales et politiques, ses remises des mémorandums à de hauts responsables de Berlin et de Vienne, restent sans écho. Il réalise la première formulation de la triarticulation de l'être humain. Il donne des conférences à Dornach, Berlin, Zurich, Saint-Gall, Bâle et en 1918 à Dornach, Berne, Munich, Stuttgart, Berlin, Heidenheim, Ulm, Hambourg et Bâle.
En 1919 est fondée l'École Waldorf, à Stuttgart. Il donne de nombreuses conférences à Bâle, Zurich, Dornach, Düsseldorf, Stuttgart, Ulm, Berlin ; en 1920 à Stuttgart, Bâle, Dornach, Zurich et Berne ; en 1921 à Stuttgart, Dornach, La Haye, Berne, Oslo, Berlin et Bâle.
En 1922 il donne des conférences à Dornach, Berne, La Haye, Londres, Vienne, Stuttgart, Oxford et Berlin. Mais à la fin d'une conférence donnée à Munich, Steiner échappe de peu à une agression de perturbateurs fascistes. Dès lors il ne fait plus de conférences publiques en Allemagne. La Communauté des chrétiens est fondée cette année-là. Le 31 décembre, un incendie criminel détruit le Goethéanum.
En 1923, il fait des conférences à Dornach, Stuttgart, Berne, Bâle, Penmaenmawr, Prague, Ilkey, Londres et La Haye. Création de la nouvelle Société anthroposophique : la Société anthroposophique universelle, dont Steiner prend la présidence et Albert Steffen, la vice-présidence. Création de l'École libre de science de l'esprit.
Le 1er janvier 1924, Steiner se serait dit empoisonné. Il réalise des conférences à Dornach, Berne, Zurich, Stuttgart, Prague, Paris, Koberwitz, Breslau, Arnheim, Torquay et Londres. Fin mars Steiner achève la maquette du second Goethéanum. Au mois de mai a lieu la première assemblée générale de la Société anthroposophique en France. Juin, naissance de la pédagogie curative à Iéna ; naissance de la bio-dynamie, à la suite du cycle de conférences faites devant les agriculteurs à Koberwitz. En juillet, la création du congrès anthroposophique et pédagogique à Arnhem aux Pays-Bas. Le 28 septembre, dernière conférence aux membres.
À partir du 1er octobre, Steiner est alité. Il poursuit son Autobiographie et Les Lignes directrices de l'anthroposophie pour parution dans Das Goethéanum. Il termine aussi avec Ita Wegman 1 an plus tard, l'ouvrage médical à la base de la médecine anthroposophique : Données de base pour un élargissement de l'art de guérir.

#### Mort

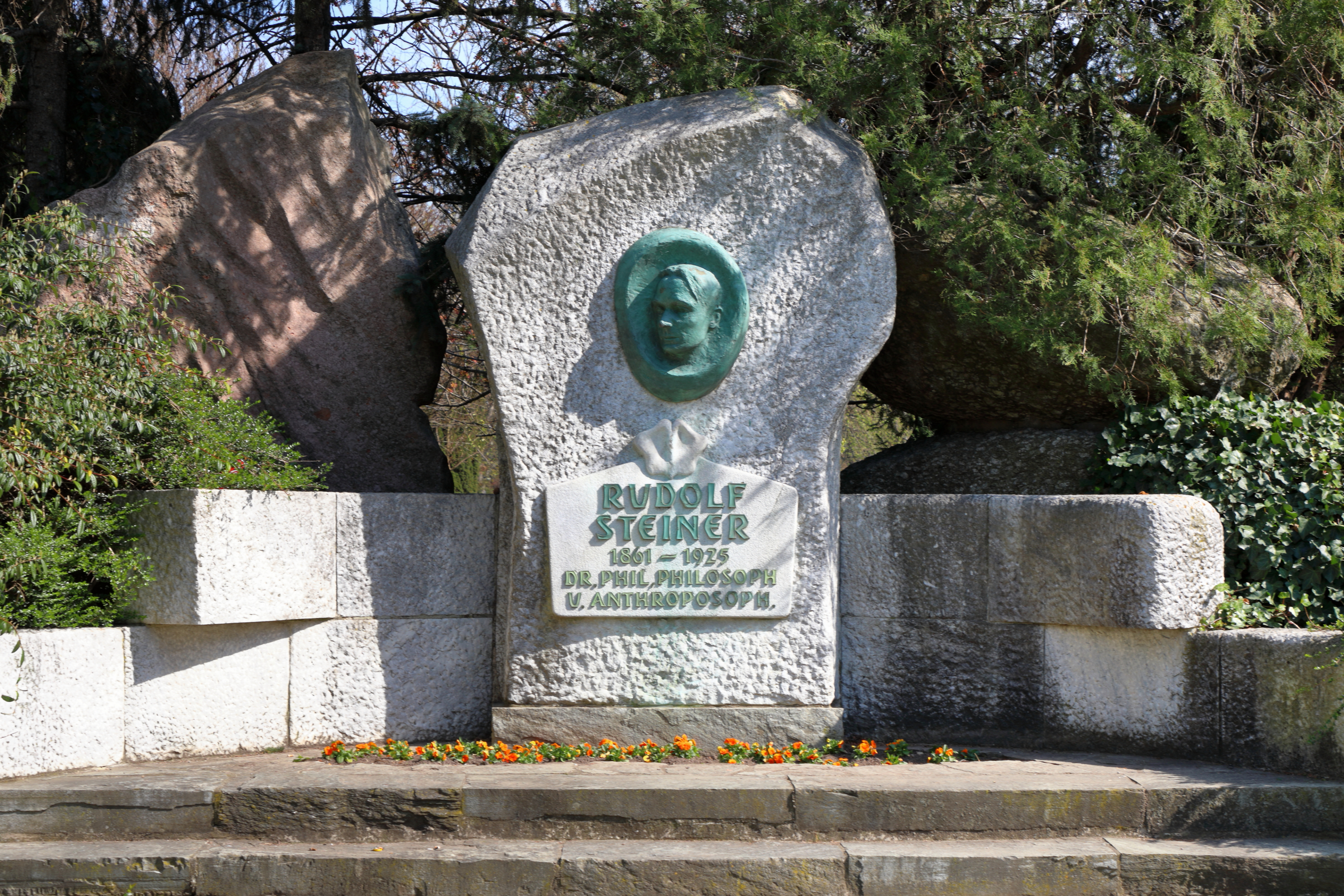
Plaque commémorative à Vienne (Autriche).

Steiner meurt le 30 mars 1925 dans la ville de Dornach à l'âge de 64 ans.

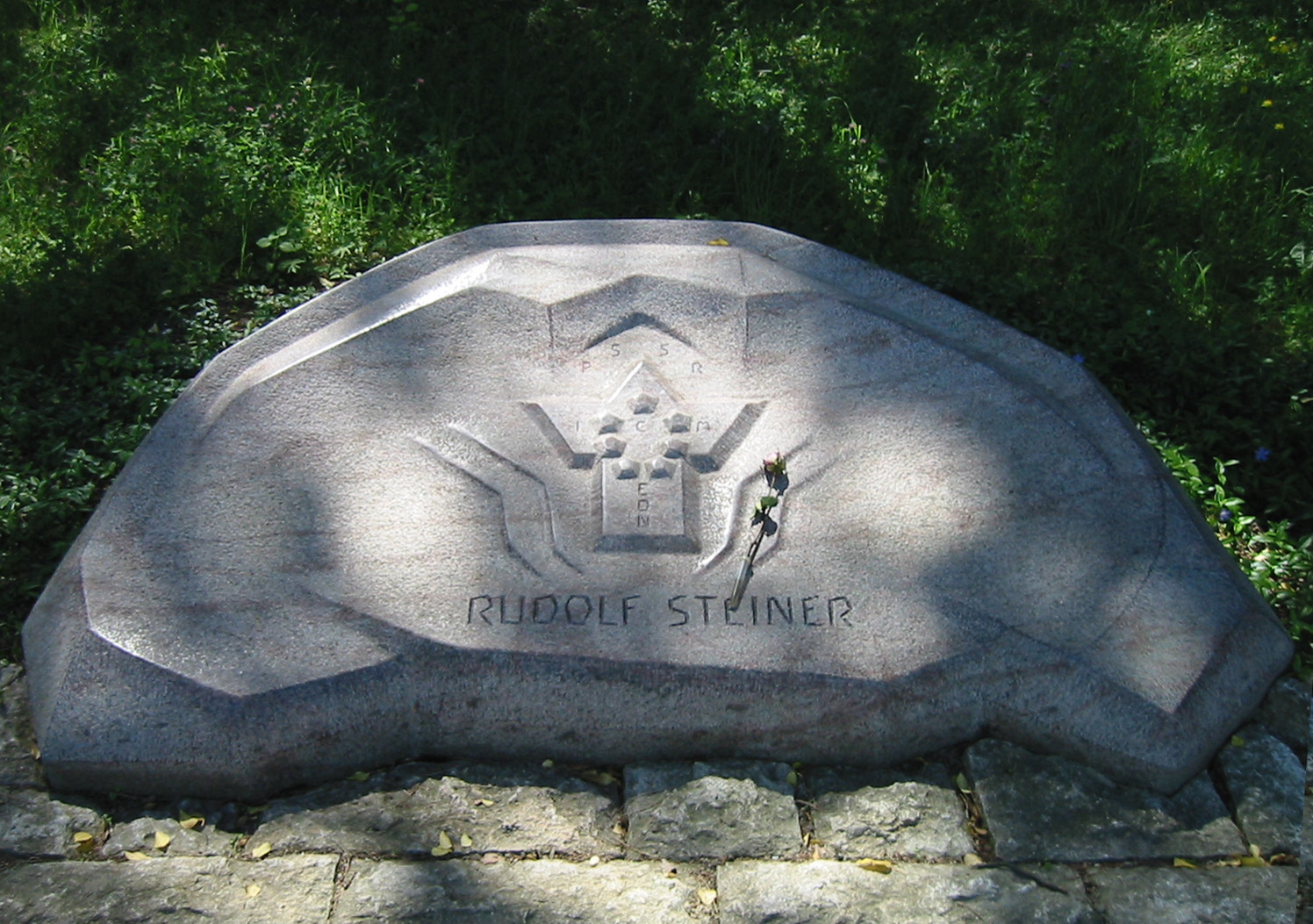
Vue de la sépulture à Dornach (Suisse).

## Critiques

### Sectarisme
Auteur touche-à-tout, se fondant sur son intuition et ses pratiques occultes, Steiner a inspiré le mouvement New Age, qui a donné naissance à de nombreux avatars modernes du mouvement anthroposophique. En cela il peut être considéré comme un maître à penser, voire un gourou à titre posthume, n'ayant, semble-t-il, de son vivant, jamais cherché à avoir une emprise mentale sur ses disciples, l'initiation qu'il proposait se voulant émancipatrice. L'UNADFI alerte sur les risques que représente l’enseignement Steiner-Waldorf ainsi que l'endoctrinement à l'anthroposophie dans les écoles Steiner-Waldorf, et aujourd'hui le Goetheanum. En outre, l'anthroposophie fait l'objet d'une suspicion de dérives sectaires en France,. En ce qui concerne la pseudo-médecine anthroposophique, son caractère sectaire est contesté par ses praticiens.
Néanmoins la défiance des anthroposophes envers les vaccins (afin de préserver leurs « dettes karmiques ») et les remèdes issus de la pseudo-médecine anthroposophique inquiètent les autorités sur les risques pris par les adeptes de l'anthroposophie. En 2000, le secrétaire d'État à la Santé a rappelé que « la médecine anthroposophique, initiée par Rudolf Steiner, s'inspire d'une tradition mystique et ésotérique d'origine occidentale » et qu'elle n'est pas « une technique médicale reconnue, ne faisant l'objet d'aucune évaluation attestée ». En 2019, un reportage intitulé Anthroposophie : l'étrange médecine, expliquant et dénonçant les pratiques de la « médecine » anthroposophique, est diffusé sur France 2.
En France, Grégoire Perra est un lanceur d'alerte, ex-anthroposophe et ex-professeur en école Steiner-Waldorf. Il milite pour une reconnaissance de la « dérive sectaire » du mouvement et de l'endoctrinement qui serait dissimulé via les écoles Steiner. Il dénonce notamment la porosité entre la mythologie et le réel dans ces écoles. En effet, avant l'âge de 6 ans un enfant ne peut pas différencier le réel de l'imaginaire et les professeurs des écoles Steiner entretiennent cette confusion dès la petite enfance. De plus les enfants sont bercés dans une ambiance religieuse avec des chants, des comptines identiques à des cantiques anthroposophiques, ce qui altère leur définition du réel. Dans les classes supérieures, les professeurs peuvent par exemple suggérer que l'Atlantide existe.

### Pangermanisme et nationalisme
Selon l’historien des idées Stéphane François, auteur de plusieurs ouvrages sur l’ésotérisme et l’écologie politique, « L’anthroposophie a un discours sur la race, Steiner […] considérait que la race était un moteur de l’histoire. Des anthroposophes ont été persécutés par les nazis, mais il y a aussi des nazis qui étaient fascinés par l’anthroposophie, et non des moindres : Rudolf Hess, Walther Darré, Himmler ». Mais le régime nazi a interdit la société anthroposophique dès le 1er novembre 1935, jugeant qu’elle revêtait un « caractère hostile et nuisible à l'état ». Parmi les raisons invoquées dans l’ordre de dissolution, signé par Reinhard Heidrich et conservé aux archives fédérales allemandes au registre R43 II/822, figure l’idée que la société anthroposophique entretenait « des relations étroites avec des francs-maçons, juifs et pacifistes étrangers ».
Plusieurs affirmations de Steiner sur les races, qui figurent dans les retranscriptions de ses conférences, démontrent sa vision raciste des peuples. En 1923 par exemple, il déplore « l’effroyable brutalité culturelle que fut la transplantation des Noirs vers l’Europe, [qui] fait reculer le peuple français en tant que race ». D’après le professeur Bo Dahlin, docteur en sciences de l’éducation et spécialiste de la pédagogie Steiner, certaines affirmations de Steiner sur les races sont problématiques mais « le fondateur de l’anthroposophie n'a jamais soutenu de manière cohérente la suprématie de la race blanche ni affirmé que les autres races devaient se voir refuser les droits de l'homme ».
Gregor Schwartz-Bostunitsch, qui s'était rallié à l'anthroposophie en 1923 avant de la répudier en 1929, a ouvertement participé à l'élaboration du mysticisme nazi, via la Société Ariosophique, organisation occultiste nazie d'inspiration théosophique et anthroposophique.
La société de médecine anthroposophique Weleda a activement collaboré avec le régime nazi, qui lui passa d'importantes commandes pour des expériences et des séances de torture dans des camps de concentration, notamment à Dachau où exerçaient sous la supervision d'Himmler deux anthroposophes reconvertis en SS, Franz Lippert et Carl Grund.
L'historien Peter Staudenmaier (professeur à l’université Marquette, Wisconsin) explique que « L’ampleur des imbrications, au niveau des organisations et des personnes, entre la Société anthroposophique et le Parti nazi, était suffisamment importante pour préoccuper la faction anti-ésotérique des nazis ». Selon le même historien, « Après-guerre, les anthroposophes sont simplement retournés à leurs affaires et ont étouffé toute discussion sur les aspects les plus sombres de leur passé. De nombreux anciens nazis ont fait carrière dans l’anthroposophie après 1945 ».
D'après un rapport de la Mission interministérielle de lutte contre les sectes datant de 2000, de nombreuses communautés mystiques se réclament de Steiner, suivant un large éventail politique (ou apolitique), et la postérité de Steiner entretient encore une certaine porosité avec plusieurs mouvances d'extrême-droite[source insuffisante].
Élisabeth Feytit, journaliste et auteure d'une enquête sur les établissements Steiner, témoigne : « Il y a clairement des enfants moins bien traités, notamment s'ils sont roux ou non blancs. […] L'anthroposophie est issue notamment du théosophisme de Mme Blavatsky qui prône dès le départ les différences raciales. Pour Steiner, il y a des races dominantes aux différentes étapes de l'humanité. Selon lui, aujourd'hui, c'est la race aryenne qui domine. C'est comme si les autres avaient loupé le coche. Il y a des enfants non blancs dans les écoles Steiner-Waldorf, mais on les considère comme moins évolués que les Blancs ».

## Œuvres
Les œuvres de Steiner comportent un numéro GA, faisant référence à l'édition complète allemande (Gesamtausgabe)
Abréviations utilisées :
- EAR = Éditions anthroposophiques romandes
- ET = Éditions Triades
- EN = Éditions Novalis
- Édition Paul de Tarse

### Au sujet deLa Philosophie de la liberté
Jusqu'à la fin de sa vie, Rudolf Steiner attachera une importance première à cet ouvrage. Il déclara, au cours de la deuxième décennie du XXe siècle, au seul étudiant qu'il conseilla en vue du doctorat d'État, Walter-Johannes Stein, qui lui demandait ce qu'il subsisterait de son œuvre dans quelques siècles : 

« Rien !… sauf La Philosophie de la liberté, mais à partir d'elle le reste peut être retrouvé. »

### Œuvres écrites de Rudolf Steiner
- GA 001 : Introduction aux œuvres scientifiques de Goethe. (1884-1887)
  - in Le Traité des Couleurs de Goethe, ET
  - in La métamorphose des plantes, Goethe, ET
  - in Goethe, le Galilée de la science du vivant, EN
- GA 002 : Une théorie de la connaissance chez Goethe. (1886), EAR
- GA 003 : Science et Vérité (1892), EAR
- GA 004 : La Philosophie de la liberté (1894), EAR, EN, édition Paul de Tarse (1986), PUF (1923). Trad. Germaine Claretie, édi. Alice Sauerwein Lire en ligne sur le site Gallica
  - Première édition originale 1894 (Berlin, Verlag von Emil Felber), réédité en 2009 en fac-similé, éd. Kessinger Puc Co
  - Deuxième édition 1918 : modifications et appendices.(Le 1er chapitre Les objectifs de tout savoir est supprimé)
  - Troisième et dernière édition (1921) publié du vivant de Rudolf Steiner, identique à celle de 1918
    - Réédition de la version 1918 mais avec les variantes de l'édition original (1894) Philosophisch-Anthroposophisher Verlag am Goetheanum (1983), Édition, Paul de Tarse (1986) pour la France. Par contre, le chapitre Les objectifs de tout savoir n'est pas réintégré.
- GA 005 : Friedrich Nietzsche, un homme en lutte contre son temps (1895), EAR
- GA 006 : Goethe et sa conception du monde (1897), EAR
- GA 007 : Mystique et Esprit moderne (1901), EAR
- GA 008 : Le Christianisme et les Mystères antiques (1902), EAR (Das Christenthum als mystische Thatsache ; trad. d'Édouard Schuré : Le Mystère chrétien et les mystères antiques, Perrin, 1908). Lire en ligne sur le site Gallica
- GA 009 : Théosophie. Étude sur la connaissance suprasensible et la destinée humaine (1904), ET, EAR. Trad. Elsa Prozor, éd. Alice Sauerwein Lire en ligne sur le site Gallica
- GA 010 : L'Initiation, Comment acquérir des connaissances sur les mondes supérieurs (1904/05), ET
- GA 011 : La Chronique de l'Akasha (1904-1908), EAR
- GA 012 : Les Degrés de la connaissance supérieure (1905-1908), EAR
- GA 013 : La Science de l'Occulte [en esquisse] (1910), EAR, ET
- GA 014 : Quatre Drames-Mystères (1910-1913), ET
- GA 015 : Les Guides spirituels de l'homme et de l'humanité (1911)
- GA 016 : Un chemin vers la connaissance de soi. Huit méditations (1912), EAR Lire en ligne sur le site Gallica
- GA 017 : Le Seuil du monde spirituel (1913), EAR
- GA 018 : Les Énigmes de la philosophie (1914), EAR
- GA 019 : Pensées durant le temps de Guerre (1915) - publication privée.
- GA 020 : Les Énigmes de l'homme (1916), EAR (Aux sources de la pensée imaginative)
- GA 021 : Des Énigmes de l'âme (1917), EAR
- GA 022 : L'Esprit de Goethe, sa manifestation dans Faust et dans le Conte du Serpent Vert (1918), EAR
- GA 023 et 024 : Fondements de l'organisme social (1919 et 1915-1921), EAR
- GA 025 : idem GA 215, Philosophie, Cosmologie et Religion (1922)
- GA 026 : Les Lignes directrices de l'anthroposophie (1924-1925), EN
- GA 027 : Données de base pour un élargissement de l'art de guérir, en collaboration avec Ita Wegman (1925), ET
- GA 028 : Autobiographie (1923-1925), EAR
- GA 029 à GA 036 : recueils d'articles publiés dans des revues et journaux.
- GA 038 et 039 : recueils de lettres
- GA 040 : recueil d'aphorismes Paroles de Vérité (traduit partiellement)
- GA 051 à GA 354 : conférences publiques, privées et cours qui représentent la majorité des ouvrages de Steiner. Les conférences sont des retranscriptions de sténogrammes non revus par l'auteur.

Parmi la trentaine de livres et plus de 6 000 conférences publiées, ses œuvres-clés sont :
- La Philosophie de la liberté (1894), un nouveau chemin de la connaissance de soi par la pensée, seuil du monde spirituel.
- Théosophie (1904), une "géographie" des mondes supérieurs.
- L'Initiation (1904/05), un chemin de développement spirituel.
- La Science de l'Occulte (1913), une histoire spirituelle de la Terre et de l'humanité. Le titre original est en fait « la science de l'occulte dans ses grandes lignes » car il synthétise l'ouvrage La Chronique de l'Akasha qui va plus en détail dans l'histoire spirituelle.
- Lucifer et Ahriman, 1919, 1921 et 1922, sur la démonologie.
- Le mystère chrétien et les mystères antiques, traduit en français par Edouard Schuré, 1908. Disponible en ligne: https://archive.org/details/lemystrechrtien00steigoog
- L’Apocalypse de Jean (traduction Henriette Bideau), Ed Triades, 2001, 259 p. Douze conférences prononcées à Nuremberg du 18 au 30 juin 1908 devant des membres de la Société Théosophique.

### Autobiographies
- Autobiographie, Éditions Anthroposophiques Romandes, Genève 1979
- Textes autobiographiques - Document de Barr, Éditions Anthroposophiques Romandes, Genève 1988
- (de) Zur Geschichte und aus den Inhalten der Erkenntniskultischen Abteilung der Esoterischen Schule 1904-1914, en 2 tomes, Rudolf Steiner Verlag, Dornach, 1987

## Filmographie
- Le monde occulte de Rudolf Steiner (2024, Allemagne, 1h31mn), documentaire-portrait réalisé par Anna Pflüger et Lara Heinemann[n 1],[39]